# Angelika Hurler
Angelika Hurler (10 maggio 1966) è un'ex sciatrice alpina tedesca.
Prima della riunificazione tedesca (1990) gareggiò per la nazionale tedesca occidentale.

## Biografia
Polivalente originaria di Pfronten, la Hurler ottenne il primo piazzamento internazionale in occasione dello slalom gigante di Coppa del Mondo disputato il 29 novembre 1986 a Park City (9ª) e ai successivi Mondiali di Crans-Montana 1987, sua prima presenza iridata, si classificò 11ª nella combinata; il 1º dicembre 1990 ottenne in Val di Zoldo in slalom gigante il miglior piazzamento in Coppa del Mondo (4ª) e ai successivi Mondiali di Saalbach-Hinterglemm 1991, sua ultima presenza iridata, si classificò 6ª nella medesima specialità. Il 10 marzo 1991 bissò il miglior piazzamento in Coppa del Mondo, a Lake Louise in slalom gigante (4ª), e si ritirò durante la stagione 1992-1993: il suo ultimo piazzamento in carriera fu il 36º posto ottenuto nel supergigante di Coppa del Mondo disputato il 16 gennaio a Cortina d'Ampezzo. Non prese parte a rassegne olimpiche.

## Palmarès

### Coppa del Mondo
- Miglior piazzamento in classifica generale: 37ª nel 1987

### Coppa Europa
- Miglior piazzamento in classifica generale: 4ª nel 1990

### Nor-Am Cup
- Vincitrice della classifica di slalom gigante nel 1987[1]

### Campionati tedeschi
- 3 medaglie (dati parziali fino alla stagione 1985-1986)[2]:
  - 1 argento (slalom gigante nel 1989)
  - 2 bronzi (supergigante nel 1988; slalom gigante nel 1993)